# Naturfilosofi
Naturfilosofi eller Naturens filosofi (latin: Philosophia naturalis) er studiet af naturen og universet som blev foretaget i tiden før etablering af den moderne videnskab. Naturfilosofi omfatter fysik, astronomi og kosmologi, mekanik og bevægelse. Newton var professor i naturfilosofi. I dag ville vi kalde ham professor i fysik.
Kant godtog Newtons mekanistiske naturvidenskab og opfattede naturfilosofi som den tænkning, der handler om naturvidenskabernes principper a priori. Schelling og Hegel udviklede den spekulative naturfilosofi, der ville aflede naturen af ånden, og de fremsatte et fuldstændigt system uden hensyn til sansernes erfaring.

## Antikkens græske naturfilosofi
I 700-tallet f.Kr blev de græske myter præsenteret samlet af Homer og Hesiod. Dermed blev de også diskuteret, og de første græske filosoffer kritiserede, at guderne lignede mennesker for meget; ikke mindst havde de alle menneskelige dårskaber.
- Xenofanes tog det som bevis for, at guderne måtte være udtænkt af menneskene selv – hos Afrikanerne havde guderne jo mørk hud, hos thrakerne rødt hår og blå øjne. Man fik en udvikling fra et mytisk tænkesæt til en tankegang bygget på erfaring og fornuft.

I dag tænker man sig, at verden kan være opstå af intet (Big Bang). Den tanke var grækerne fremmed. De forudsatte, at "noget" altid har eksisteret. Derimod var de optaget af, hvordan vand kunne blive til levende fisk, og livløs jord blive til høje træer. Der voksede en forestilling frem om, at naturen rummer et urstof, som alt springer ud fra og vender tilbage til. Ved at studere naturen håbede naturfilosofferne at forstå naturlovene, i stedet for at forklare fænomenerne gennem myter.
- Først ude var Thales fra den græske koloni Milet. Han mente, at vand er alle tings ophav. Måske tænkte han på, at vand kan forvandles til damp og is, og derefter til vand igen; og at planter, frøer og orme dukker frem efter regn.

- Så kom Anaximander, også fra Milet. Han mente, at vor verden kun er en af mange, der opstår og forgår i apeiron, "det ubestemte", som måske var hans navn for urstoffet.

- Den tredje naturfilosof var Anaximenes fra Milet. Han mente, urstoffet måtte være luft eller tåge. Anaximenes regnede ild som fortyndet luft, mens vand er fortættet luft; for i regnvejr presses vand jo ud af luften. Når vand så presses sammen, mente han, at man fik jord. Måske har han set jord og sand presset ud af smeltende is.

Alle de tre filosoffer fra Milet tænkte sig et urstof. Men hvordan urstof ændrer sig til noget andet, blev diskuteret i en anden græsk koloni, Elea i Syditalien.
- Bedst kendt af eleaterne er Parmenides, der mente, at alt som er, altid har eksisteret, og ingenting ændrer sig virkelig. Vore sanser registrerer godt nok stadige ændringer; men Parmenides fik det ikke til at passe med, hvad fornuften fortalte ham. Han foretrak så at stole på sin fornuft fremfor sine sanser.

- Heraklit mente tværtimod, at stadig ændring er naturens mest grundlæggende træk.

- Empedokles mente, at verden kan deles i 4 grundstoffer – jord, luft, ild og vand. Alle naturens ændringer skyldes, at de 4 stoffer blandes og opløses igen. Når et stykke træ brænder, knitrer vandet, mens luften viser sig som røg; ilden ser vi som en flamme, og asken, der bliver tilbage, er jorden. At noget dannes og senere opløses, skyldes ifølge Empedokles 2 kræfter; kærlighed binder sammen, mens had eller strid opløser. Også i dag skiller videnskaben mellem grundstoffer og naturkræfter.

- Anaxagoras mente, naturen er bygget op af mange bittesmå dele, vi ikke opfatter med øjnene. Disse mindstedele, som har noget af alt i sig, kaldt han "frø" eller "spirer"; og de føjes sammen til dyr og planter af "ånd" eller "logos".

- Demokrit sluttede sig til tanken om små, usynlige byggestene, som hver og en er evig og uforanderlig. Han kaldte dem "atomer" (= udelelige). De fandtes i mange udgaver, så de kunne danne så forskellige ting som gedeskin og menneskehud, valmuer og træer. Ser vi Månen, er det ifølge Demokrit, fordi "måneatomer" rammer øjet. Demokrit så sjælen for sig som bestående af "sjæleatomer"; bevidstheden opløses, når hjernen gør det.